# Gabriel de Paulo Limeira
Gabriel de Paulo Limeira genannt Gabriel (* 20. August 1983 in Mauá) ist ein brasilianischer Fußballspieler.

## Karriere
Nach Gastspielen in Europa bei Malmö FF in der schwedischen Allsvenskan und bei Manisaspor in der Türkei kehrte er 2011 in seine brasilianische Heimat zu Botafogo zurück. Nach einem Jahr wechselte er zu Sport Recife und dort hatte er bis jetzt (Juni 2011) 4 Spiele.

## Erfolge
EC Santo André
- Copa do Brasil: 2004